# Sonia Furió
María Sonia Furió Flores (Alicante, 30 de julio de 1937-Cuernavaca, Morelos, 1 de diciembre de 1996), conocida como Sonia Furió, fue una actriz y cantante hispanomexicana conocida como las piernas más bonitas de México, apodo que compartió con las actrices Lilia Prado, Rosita Quintana y Evangelina Elizondo. Como intérprete, se especializó en el género de bolero. 

## Biografía y carrera

### Primeros años
María Sonia Furió Flores nació el 30 de julio de 1937 en Alicante, España, siendo hija de Nicolás Furió, un concejal republicano del Ayuntamiento de Alicante. En 1940, su padre optó por llevársela a ella y a su familia a vivir a México, en busca de refugio tras el estallido de la guerra civil española. En su adolescencia, comenzó a estudiar arte dramático en la escuela de actuación de la Asociación Nacional de Actores (ANDA).

### Incursión actoral y consagración
Hizo su debut profesional como actriz a los 17 años de edad, participando con un papel secundario en la película Y mañana serán mujeres de 1954. Continuando con papeles de reparto, sus apariciones siguientes las hizo en proyectos como El médico de las locas (1956), Los amantes (1956) y La faraona (1957). En 1957, obtuvo su primer papel protagónico estelarizando la cinta El campeón ciclista. Posteriormente trabajo en Refifi entre las mujeres (1958), El cofre del pirata (1958), y Vagabundo y millonario (1959). 
En 1959, grabó Los desarraigados, una cinta que compitió en el Festival Internacional de Cine de Venecia de 1959 y se estrenó en 1960. Durante el transcurso de la década de los sesenta, participó en películas como Remolino (1961) y Cielo rojo (1962). A mediados de la antedicha década, fue abandonando paulatinamente el cine para incursionar en televisión, lo que la llevó a intervenir en telenovelas desde los sesenta hasta los inicios de los noventa, entre las cuales se incluyeron Fallaste corazón (1968) y Mi primer amor (1973), El chofer (1974), Nosotras las mujeres (1981), Vivir enamorada (1982), Aprendiendo a vivir (1984), Ángeles blancos (1990), y Vida robada (1991).

### Declive profesional y últimos trabajos
Furió era bisexual, lo que en los años finales de su carrera le causó problemas laborales, al punto de ser marginada a papeles actorales menores por Paloma Cordero, la entonces primera dama de México que se regía por una normatividad conservadora y tenía poder gubernamental para administrar los contenidos de la empresa Televisa, que en ese entonces era la única compañía de medios de comunicación con la que México contaba y era en la que Sonia trabajaba. Esto provocó gran descontento para la artista, ya que al poco tiempo se entero de que otros de sus compañeros, también con preferencias sexuales distintas, habían sufrido el mismo trato por parte de Cordero, por lo que finalmente tomó la decisión de abandonar la emisora. Luego de pasar cuatro años trabajando en teatro, hizo un breve regreso a Televisa, pero su carrera no volvió a alcanzar el éxito con el que anteriormente contaba.
Gracias a la creación de Televisión Azteca en 1993, Furió buscó nuevas oportunidades laborales emigrando a esa nueva televisora en 1995, donde rápidamente fue integrada al reparto de la telenovela Con toda el alma, interpretando a Martina de Linares, papel que personificó hasta 1996 y se convirtió en su última participación actoral tras su inesperada muerte acaecida ese mismo año.

## Muerte
El 1 de diciembre de 1996, Furió falleció en Cuernavaca, Morelos, a los 59 años de edad, a causa de una pulmonía. Su cuerpo fue cremado y sus cenizas fueron esparcidas en el Mar de Cortés.

## Discografía
- «Dónde» (bolero) / «Por esta noche» (bolero) (CBS, 1966)[7]
- «Un día de lluvia»[8] / «Señor amor»[9] (Gas, 1972)

## Filmografía

### Cine
| Año  | Título                       | Papel                     | Notas                              |
| ---- | ---------------------------- | ------------------------- | ---------------------------------- |
| 1955 | ...Y mañana serán mujeres    | Ticha                     | Acreditada como Sonia Furio Flores |
| 1955 | El seductor                  | Marina                    | No acreditada                      |
| 1956 | Historia de un marido infiel | Susy                      | Acreditada como Sonia Furio Flores |
| 1956 | Caras nuevas                 | Personaje desconocido     |                                    |
| 1956 | Pensión de artistas          | Sonia                     |                                    |
| 1956 | El médico de las locas       | Verónica del Toro         |                                    |
| 1956 | Los amantes                  | Personaje desconocido     |                                    |
| 1956 | La Faraona                   | Cuquita                   |                                    |
| 1957 | Mi influyente mujer          | Personaje desconocido     |                                    |
| 1957 | El campeón ciclista          | Carmen                    |                                    |
| 1957 | Bambalinas                   | Personaje desconocido     |                                    |
| 1957 | La virtud desnuda            | Personaje desconocido     |                                    |
| 1957 | La sombra del otro           | Cantante                  |                                    |
| 1958 | Los mujeriegos               | Luisa                     |                                    |
| 1958 | Se los chupó la bruja        | Gloria                    |                                    |
| 1958 | Refifí entre las mujeres     | Blanca                    |                                    |
| 1958 | Ay... Calypso no te rajes!   | Personaje desconocido     |                                    |
| 1958 | Fiesta en el corazón         | Charito                   |                                    |
| 1958 | Plazos traicioneros          | Lilia del Mar             |                                    |
| 1958 | El gran espectáculo          | Personaje desconocido     |                                    |
| 1958 | Ama a tu prójimo             | Sonia Lugo                |                                    |
| 1959 | La edad de la tentación      | Nora Arredondo de Menocal |                                    |
| 1959 | Cuentan de una mujer         | Isabel González           |                                    |
| 1959 | Señoritas                    | Rosa González             |                                    |
| 1959 | Vagabundo y millonario       | Toña                      |                                    |
| 1959 | El cofre del pirata          | Sonia                     |                                    |
| 1959 | Los desarraigados            | Alice Pacheco             |                                    |
| 1959 | El ciclón                    | Nancy Ramírez             |                                    |
| 1960 | Infierno de almas            | Samia                     |                                    |
| 1960 | El supermacho                | Personaje desconocido     |                                    |
| 1960 | La cárcel de Cananea         | Rebeca                    |                                    |
| 1961 | Vacaciones en Acapulco       | Marga del Valle           |                                    |
| 1961 | Remolino                     | Silvia Conde              |                                    |
| 1961 | Locura de terror             | Lucía                     |                                    |
| 1961 | La marca del muerto          | Rosa                      |                                    |
| 1962 | Nuestros odiosos maridos     | Paz                       |                                    |
| 1962 | Cielo rojo                   | Bertha                    |                                    |
| 1965 | El pozo                      | Laura de la Garza         |                                    |
| 1966 | Fuera de la ley              | Rosa                      |                                    |
| 1967 | Acapulco a go-gó             | Celia                     |                                    |
| 1967 | SOS Conspiracion Bikini      | Adriana                   |                                    |
| 1967 | Operación Tiburón            | Jackie                    |                                    |
| 1967 | El hermano Pedro             | Personaje desconocido     |                                    |
| 1968 | Dr. Satán y la magia negra   | Medusa                    |                                    |
| 1968 | Amor en las nubes            | Personaje desconocido     |                                    |
| 1968 | Requiem por un canalla       | Claudia                   |                                    |
| 1970 | Su precio... unos dólares    | Jane Canary               |                                    |
| 1970 | Simplemente vivir            | Graciela                  |                                    |
| 1971 | Vuelo 701                    | Elena Duarte              |                                    |
| 1972 | El negocio del odio          | Personaje desconocido     |                                    |
| 1972 | El arte de engañar           | Ana Halfer                |                                    |
| 1972 | El deseo en otoño            | Clara                     |                                    |
| 1972 | Hay ángeles sin alas         | Irene                     |                                    |
| 1974 | El tuerto Angustias          | Personaje desconocido     |                                    |
| 1976 | El esperado amor desesperado | Rocío                     |                                    |

### Televisión
| Año     | Título                 | Papel                     |
| ------- | ---------------------- | ------------------------- |
| 1966    | El ídolo               | Katty Rojo                |
| 1967    | Incertidumbre          | Patricia                  |
| 1968    | Mi maestro             | Sonia                     |
| 1968    | Fallaste corazón       | Lidia Larrondo            |
| 1970    | Aventura               | Elsa                      |
| 1970    | Pequeñeces             | Currita Albornoz de Luján |
| 1970    | El vagabundo           | Personaje desconocido     |
| 1973    | Mi primer amor         | Paula                     |
| 1974    | El chofer              | Soledad                   |
| 1977    | Humillados y ofendidos | Teresa                    |
| 1979–80 | J.J. Juez              | Natalia                   |
| 1981–82 | Nosotras las mujeres   | Ivonne                    |
| 1982–83 | Vivir enamorada        | Alicia                    |
| 1984    | Aprendiendo a vivir    | Gloria                    |
| 1987–88 | Tal como somos         | Úrsula                    |
| 1990–91 | Ángeles blancos        | Ana María                 |
| 1991–92 | Vida robada            | Carlota                   |
| 1995–96 | Con toda el alma       | Martina de Linares        |